# Turaluraluralu – Ich mach BuBu was machst du
Turaluraluralu – Ich mach BuBu was machst du ist ein Weihnachtslied der deutschen Band Trio, das im Dezember 1983 als Single aus dem Album Bye Bye ausgekoppelt wurde. Es war der letzte Hit von Trio in Deutschland.

## Musikalische Beschreibung

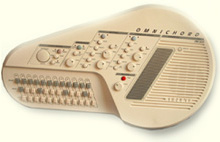
Das Suzuki Omnichord prägt den Klang von Turaluraluralu.

Turaluraluralu wird geprägt vom Klang eines speziellen Keyboards, des Suzuki Omnichord, das das Lied zunächst allein mit Rhythmus und leichten Harmonien einleitet. Nach und nach setzen Gesang, Gitarre, Chor, Streicher und am Ende eine Glocke ein. Wie annähernd alle Lieder von Trio kommt auch Turaluraluralu ohne Bass aus.
Inhaltlich beschreibt das Lied über zwei Strophen die Sehnsucht eines Mannes nach einer Frau.

## Entstehung
Obwohl als Autoren bei der GEMA der Sänger Stephan Remmler und der Gitarrist Kralle Krawinkel verzeichnet sind, beansprucht Remmler die Komposition für sich. Krawinkel monierte in späteren Jahren, dass das Lied nichts mit dem ursprünglichen musikalischen Konzept von Trio gemein hatte und fühlte sich zum Begleitmusiker von Remmler degradiert. Remmler schrieb das Lied im Sommer 1982 während eines Urlaubs in Spanien und sang verschiedene Arbeitsfassungen auf den Anrufbeantworter zu Hause. Von vornherein schrieb Remmler einen deutschen und einen separaten englischen Text für Turaluraluralu. Die englische Fassung trägt den Titel Tooralooralooraloo – Is It Old & Is It New.

## Veröffentlichung
Am 9. Dezember 1982 – ein Jahr vor Veröffentlichung des Liedes – präsentierte Trio das Lied live im Rahmen der ARD Klassik Rocknacht von Eberhard Schoener. Trio wurde hierbei von einem klassischen Orchester und einem Chor begleitet. Am Heiligabend 1982 nahm Trio mit dem Produzenten Klaus Voormann Turaluraluralu in den Paramountstudios in Hollywood auf, in denen schon Bing Crosby das Lied White Christmas sang. Remmler führte später die weihnachtliche Stimmung des Liedes auf diesen Umstand zurück. Das Lied erschien im September in der englischen Fassung auf Trios zweitem Studioalbum Bye Bye und wurde pünktlich zum Weihnachtsgeschäft im Dezember 1983 als (deutschsprachige) Single ausgekoppelt.
Das Singlecover zeigt ein Foto von Trio vor weißem Hintergrund. Der Titel der Single ist in Sprechblasen dargestellt. In einer zweiten Auflage der Single tragen Remmler, Krawinkel und Schlagzeuger Peter Behrens Weihnachtsmützen, die dem Foto per Fotomontage hinzugefügt wurden. Auf der B-Seite der Single befindet sich – auch auf der englischsprachigen Pressung der Single – das deutsche Lied Immer noch einmal.
Die Veröffentlichung ging mit einer ganzen Reihe von Fernsehauftritten einher, bei denen das Lied präsentiert wurde. Aufsehen erregte ein Live-Auftritt in Thommys Popshow, bei dem Remmler das Lied gemeinsam mit Thomas Gottschalk sang. Zum Finale erschienen alle Gäste der Sendung auf der Bühne (darunter Chris de Burgh, Musical Youth und Nena) und sangen den Refrain mit. Trio wurde daraufhin Kommerz vorgeworfen, worauf Remmler entgegnete:

„Jeder sagt, so was kann man doch nicht machen, und genau deshalb machen wir’s. Die Leute lügen sich doch in die Tasche. Wenn man sich schon mit der Industrie einlässt, dann wenigstens konsequent.“

Kommerziell war das Lied im deutschsprachigen Raum recht erfolgreich und konnte sich in den deutschen, österreichischen und schweizerischen Singlecharts in den Top 10 platzieren. Jedoch blieb Turaluraluralu der letzte kommerzielle Erfolg in Deutschland für Trio. Nur in Neuseeland konnte sich die Nachfolgesingle Tutti Frutti in den Top 20 platzieren.

## Charts und Chartplatzierungen
| Periode   | Höchstplatzierung, GesamtwochenChartplatzierungen (Periode, Platzierungen, Wochen) | Höchstplatzierung, GesamtwochenChartplatzierungen (Periode, Platzierungen, Wochen) | Höchstplatzierung, GesamtwochenChartplatzierungen (Periode, Platzierungen, Wochen) |
| Periode   | DE                                                                                 | AT                                                                                 | CH                                                                                 |
| --------- | ---------------------------------------------------------------------------------- | ---------------------------------------------------------------------------------- | ---------------------------------------------------------------------------------- |
| 1983/84   | DE6 (13 Wo.)DE                                                                     | AT8 (10 Wo.)AT                                                                     | CH4 (7 Wo.)CH                                                                      |
| Insgesamt | DE6 (13 Wo.)DE                                                                     | AT8 (10 Wo.)AT                                                                     | CH4 (7 Wo.)CH                                                                      |

| ChartsJahrescharts (1984) | Platzierung |
| ------------------------- | ----------- |
| Deutschland (GfK)         | 70          |